# Il viaggio delle bottiglie vuote
(Kader Abdolah, Il viaggio delle bottiglie vuote, capitolo 6)
Il viaggio delle bottiglie vuote (De reis van de lege flessen) è un romanzo in lingua neerlandese dell'autore iraniano naturalizzato olandese Kader Abdolah, pubblicato nei Paesi Bassi nel 1997. 

## Trama
Bolfazl è un iraniano rifugiato politico nei Paesi Bassi in quanto oppositore del regime degli ayatollah. A lui e ai suoi famigliari (moglie e figlio) viene assegnato un alloggio in un paese sulla riva dell'IJssel. René, il suo vicino di casa, è un uomo olandese di mezza età che spontaneamente si offre di aiutarlo per le piccole necessità della vita quotidiana. René è omosessuale e vive, oltre che con la figlia avuta dal suo precedente matrimonio, con un altro uomo, cosa che scandalizza la madre di Bolfazl venuta a fargli visita e che inizialmente lascia interdetto anche quest'ultimo, che tuttavia l'accetta in quanto facente parte della nuova società in cui ha deciso d'integrarsi. Gli avvenimenti della sua nuova vita gli richiamano continuamente alla memoria episodi di quella passata in Iran.
René trova a Bolfazl un lavoro come uomo di fatica in una fattoria; successivamente se ne va di casa (da cui si erano già allontanati sia il suo compagno sia sua figlia) senza informare i suoi vicini. Ritorna, dopo diversi mesi, in stato confusionale, al punto da essere preso in consegna dalla polizia perché, non riuscendo ad aprire la porta di casa, ha sferrato un pugno al vetro della finestra, ferendosi in modo serio. Quando fa di nuovo ritorno, Bolfazl nota un cambiamento nel suo carattere, come se stesse cercando disperatamente di ritrovare l'estro creativo che aveva quando scolpiva e dipingeva. René si trasferisce poi in un quartiere malfamato di una grande città e Bolfazl, dopo essere andato a trovarlo una volta, non lo vede più. Un giorno però questi riceve una telefonata: si tratta dell'ex moglie di René, che gli comunica che si è suicidato gettandosi sotto un treno in corsa, e che era suo desiderio che solamente loro due assistessero alla sua cremazione. Fa così la conoscenza di Anneke, che successivamente fa visita a Bolfazl e gli parla della sua relazione col defunto, e di come questi aveva scoperto le proprie tendenze omosessuali.
La casa di René viene poi acquistata da Jacobus, un radioamatore sposato con una messicana. Sebbene questi coinvolga subito Bolfazl nella sua passione, a partire dal montaggio dell'antenna sul tetto, il rapporto tra i due non diventa mai di vera amicizia. Quando scopre che per lavoro Jacobus fa il macchinista di treni, Bolfazl si convince intimamente che sia stato lui a condurre il treno che aveva investito René, e che quindi sia responsabile della sua morte. Bolfazl entra in maggior confidenza con Mary Rose, la moglie di Jacobus che ha trascorso molto tempo nel suo paese natale per stare accanto al padre morente.
In occasione del suo quarantesimo compleanno, Bolfazl riceve una cartolina d'auguri da Miranda, la figlia di René che ora vive a Groningen. Per ringraziarla va a farle visita e da lei apprende che nella stessa città abita anche sua madre, con un nuovo compagno. Va anche da lei e la trova ubriaca, in una casa molto disordinata. Quando rientra Henk, il convivente della donna, anch'egli con una vena artistica, questi gli chiede se può fargli un ritratto. Bolfazl accetta, come se ciò immortalasse la sua condizione di esule.

## Personaggi
- Bolfazl: il narratore della storia. È un iraniano esule dal suo paese per motivi politici. Nei Paesi Bassi lavora prima come bracciante agricolo, poi come impiegato in un archivio comunale. Ha una moglie un figlio che l'hanno seguito nell'esilio. Ha 33 anni all'inizio del romanzo e 40 alla fine.
- La moglie di Bolfazl: come il marito mostra volontà d'integrarsi nella società olandese e d'impararne la lingua. Non ne viene mai rivelato il nome.
- Zahra: madre di Bolfazl, che va a visitare nel suo esilio. Il suo nome viene rivelato una sola volta, nel capitolo 18.
- René: primo vicino di casa di Bolfazl. È un uomo alto e biondo, di professione fotografo, che all'inizio del romanzo ha 47 anni.
- Moka Moka: soprannome dato da Bolfazl al compagno di René. È un ometto basso che porta orecchini.
- Anneke: ex moglie di René.
- Miranda: figlia di René e Anneke. Dalla madre di Bolfazl è soprannominata col nome persiano Mietra.
- Jacobus: nuovo vicino di casa di casa di Bolfazl, dopo la morte di René.
- Mary Rose: moglie messicana di Jacobus. Parla olandese con un forte accente straniero. Ha un figlio, Mariosa, che vive in Messico dove si addestra a diventare pilota aeronautico.
- Henk van der Horst: convivente di Anneke a Groningen.

## Edizioni
- (NL) Kader Abdolah, De reis van de lege flessen, Breda, Uitgeverij De Geus B.V., 1997.
- Kader Abdolah, Il viaggio delle bottiglie vuote, collana Gli Iperborei, traduzione di Elisabetta Svaluto Moreolo, n. 96, Milano, Iperborea, 2001, ISBN 88-7091-096-2.
- Kader Abdolah, Il viaggio delle bottiglie vuote, collana Universale economica, traduzione di Elisabetta Svaluto Moreolo, n. 1877, Milano, Feltrinelli, 2001, ISBN 88-07-81877-9.